# Giorgio Lisi
Giorgio Lisi (ur. 5 marca 1956 w Rimini) – włoski polityk, przedsiębiorca, samorządowiec, poseł do Parlamentu Europejskiego V kadencji (1999–2004).

## Życiorys
W 1975 ukończył szkołę średnią, a w 1980 uzyskał dyplom z zakresu literatury współczesnej. W 1980 założył agencję reklamową. Był też dyrektorem prywatnej stacji radiowej, festiwalu kulturalnego i organizacji spółdzielczej. Od końca lat 80. zasiadał w radzie miejskiej Rimini, pełniąc funkcję asesora do spraw edukacji i później robót publicznych.
Od 1995 był radnym regionu Emilia-Romania. Należał do Włoskiej Partii Ludowej i CDU. W wyborach w 1999 z ramienia Forza Italia uzyskał mandat posła do Europarlamentu. Należał m.in. do grupy chadeckiej, pracował w Komisji Polityki Regionalnej, Transportu i Turystyki oraz w Komisji Rybołówstwa. W PE zasiadał do 2004. Później związany z Ludem Wolności.